# Tosno
Tosno (ros: То́сно) – miasto w Rosji położone w obwodzie leningradzkim, ośrodek administracyjny rejonu toseńskiego. Tosno liczy ok. 36 700 mieszkańców (szacunek na 2007). Miasto leży nad rzeką Tosna, 53 km na południowy wschód od Petersburga. Przez Tosno przebiega droga M10 łącząca Moskwę z Sankt Petersburgiem oraz linia kolejowa Moskwa-Sankt Petersburg.

## Historia
Tosno zostało po raz pierwszy wzmiankowane w rosyjskiej kronice z 1500 roku. Zostało rozbudowane w XVIII-XIX wieku, głównie ze względu na położenie geograficzne pomiędzy Moskwą a Petersburgiem. Podczas II wojny światowej zostało w dużej mierze zniszczone, następnie odbudowane. Prawa miejskie przyznane w 1963.

## Demografia
| Rok  | Liczba mieszkańców |
| ---- | ------------------ |
| 1897 | 2 400              |
| 1959 | 15 100             |
| 1970 | 19 600             |
| 1979 | 24 100             |
| 1989 | 32 500             |
| 2002 | 38 683             |
| 2005 | 37 600             |
| 2007 | 36 900             |

## Urodzeni w Tosnie
- Zofia Licharewa – polska geolog i pedagog
- Ajno Puronen – radziecka kolarka pochodzenia fińskiego

## Miasta partnerskie
- Ballangen